# 1769 в Україні

## Пам'ятні дати та ювілеї
- 825 з часу початку походу київського князя Ігора І Рюриковича на Константинополь та укладення Русько-візантійського мирного договору з імператором Романом I Лакапіном у 944 році за яким руським купцям дозволялось безмитно торгувати в Царгороді за зобов'язання захисту візантійських володінь у Криму;
- 800 років з часу початку другого Балканського походу київського князя Святослава у 969 році.
- 750 років з початку правління Ярослава Мудрого, Великого князя Київської  Русі у 1019 році.
- 675 років з часу у 1094 році:
  - захоплення  Олегом Святославичем з підтримкою половців Чернігова. Він розплатився зі своїми половецькими союзниками, віддавши їм Тмутороканське князівство, яке надалі в літописах не згадується.
- укладення миру Великим князем київським Святополком II Ізяславичем миру з половцями. Він узяв у дружини дочку Тугоркана, хана половецького;
- 625 років з часу у 1144 році:
  - створення Галицького князівства та перенесення князем Володимирком столиці до Галича. У місті спалахнуло повстання проти його правління, яке Володимирко придушив.
  - створення Галицького (Крилоського) Євангелія — однієї з найдавніших книжних пам'яток Київської Русі;
- 600 років з часу захоплення й розорення Києва об'єднаним військом 12 руських князів, очолюваним Андрієм Боголюбським у 1169 році.
- 575 років з часу переходу київського престолу перейшов до Рюрика Ростиславича після смерті Святослава Всеволодовича у 1194 році.;
- 525 років з часу перемоги Данила Галицького біля Мостищ над військом Ростислава Михайловича, претендента на галицький престол у 1244 році.
- 500 років з часу початку правління князя Володимира Васильковича (сина Василька Романовича, брата Данила Галицького) на Волині у 1269 році.
- 325 років з часу надання Магдебурзького права місту Житомиру у 1444 році.
- 300 років з часу надання Магдебурзького права місту Бібрці у 1469 році.
- 200 років з часу у 1569 році:
  - укладення Люблінської унії;
  - надання Магдебурзького права місту Яворову.
- 175 років з часу у 1594 році:
  - початку повстання під проводом Северина Наливайка;
  - вперше за свою історію Військо Запорозьке стало повноправним учасником міжнародної коаліції, уклавши договір із «Священною лігою» щодо спільної боротьби проти Османської імперії;
  - закладення замку у місті Жовква.

- 150 років з часу у 1619 році:
  - виходу «Граматики» Мелетія Смотрицького — першого повного видання церковнослов'янської  мови в українській редакції;
  - заснування Спасо-Преображенського Мгарського монастиря;
  - укладення Роставицької польсько-козацької угоди, за якою реєстр обмежувався трьома тисячами козаків і встановлювалася заборона їх походів до турецьких володінь;
  - першої відомої постановки українських інтермедій у містечку Кам'янка Струмилова на ярмарку;
  - офіційного визнання короля Луцького братства з наданням привілею на будівництво церкви і притулку;
  - морського походу козаків під рукою Якова Бородавки-Нероди на Тягиню.
- 125 років з часу у 1644 році:
  - Охматівської битви в якій Великий коронний гетьман Станіслав Конєцпольський а також князь Ярема Вишневецький розбили переважаючі сили татар Тугай-бея. Рештки втікачів розбив комісар Війська Запорозького Миколай Зацвіліховський біля річки Синюхи (нині Черкаська область);
- 100 років з часу у 1669 році:
  - поділу України на два гетьманства: на Правобережжі гетьманом під османським протекторатом залишився Петро Дорошенко, на Лівобережжі — гетьманом під московським протекторатом проголошено Дем'яна Многогрішного;
  - укладення новообраним лівобережним гетьманом Дем'яном Многогрішним україно-московської угоди — Глухівських статей (16 березня);
  - проголошення альтернативним гетьманом Правобережжя під польським протекторатом Михайла Ханенка;
  - обрання Кошовим отаманом Січі Лукаша Мартиновича.

- 75 років з часу у 1694 році:
  - обрання Кошовим отаманом Війська Запорізького Івана Шарпила, а потім Петра Приму.
- 50 років з часу у 1719 році:
  - створення Київської губернії у складі Київської, Орловської, Бєлгородської і Свевської провінцій. До Київської провінції входила Гетьманщина[1].
  - заснування на Слобожанщині Глушківської (Путивльської) суконної мануфактури — однієї з перших в Україні фабрик.[2]

### Видатних особистостей

#### Народились
- 25 років з дня народження у 1744 році Данила Самійловича Самойловича (Сушковського), український медик, засновник епідеміологічної служби в Росії, фундатор першого в Україні наукового медичного товариства;

#### Померли
- 275 років з дня смерті у 1494 році:
  - Юрія Михайловича Донат-Котермака, український філософ, астроном, уродженець міста Дрогобич, в 1481—1482 роках ректор Болоньського університету, в 1487—1494 роках професор Ягеллонського університету в Кракові, викладач Миколи Коперника;

- 75 років з дня смерті у 1694 році:
  - Юрія-Франца Кульчицького, запорізький військовий, герой оборони Відня (1683); увійшов в історію також як засновник однієї з перших у Відні кав'ярні (1686).

## Події
- Коліївщина
- Оборона Львова
- Російсько-турецька війна (1768—1774)
- Рум'янцевський опис Малоросії 1765—1769

## Особи

### Народились
- 17 січня, Вітгенштейн Петро Християнович (1769—1843) — генерал-фельдмаршал (1826) російської армії, прусський князь (з 1834).
- 9 вересня, Котляревський Іван Петрович (1769—1838) — український письменник, поет, драматург, засновник нової української літератури, громадський діяч.
- Соколовський Микита (1769—1810) — український письменник і культурно-освітній діяч.

### Померли
- 12 березня, Юрій (Булгак) (1699—1769) ― василіянин, архимандрит Лещинський і Супрасльський, єпископ Пінської єпархії Руської Унійної Церкви.
- 19 травня, Левицький Григорій Кирилович (1697—1769) — український художник та графік.
- 12 вересня, Порошин Семен Андрійович (1743—1769) — російський публіцист, мемуарист, письменник.
- Закревський Осип Лук'янович (? — † 1769) — Генеральний бунчужний Глухівського періоду в історії України (1756—1763 рр.)
- 22 грудня, Гервасій Линцевський (? — 1769) — український релігійний діяч доби Гетьманщини, глава Пекінської православної місії в Китаї, архімандрит Пекінського Стрітенського монастиря.

## Засновані, зведені
- Бузьке козацьке військо
- Молдавський гусарський полк
- Нововербований козацький полк
- Церква Непорочного Зачаття Пресвятої Богородиці (Городенка)
- Церква святого Михаїла Архангела (Зіньків)
- Церква святого Георгія (Переяслав)
- Церква Воздвиження Чесного Хреста Господнього (Угриньківці)
- Кринички (смт)
- Мутвиця

## Зникли, скасовані
- Прогноївська паланка